# UPT Kampung Kapas I
UPT Kampung Kapas I is een bestuurslaag in het regentschap Mandailing Natal van de provincie Noord-Sumatra, Indonesië. UPT Kampung Kapas I telt 417 inwoners (volkstelling 2010).